# Slaget om Köpenhamn (1807)
Slaget om Köpenhamn, Köpenhamns bombardemang (danska: Københavns bombardement) eller Andra slaget vid Köpenhamn (det ”första” slaget vid Köpenhamn ägde rum 1801) var en brittisk terrorbombning mot Köpenhamn, som ägde rum under Napoleonkrigen och varade från den 2 till den 5 september 1807.
Belägringen av Köpenhamn var ett resultat av brittiska krav om att Danmark skulle överlämna sin flotta till Storbritannien, som fruktade att den danske kronprinsen Fredrik skulle komma att överlämna sin flotta till Frankrike. Bombardemangen ägde rum nattetid och har beskrivits som världshistoriens första terrorbombning.

## Bakgrund
Sedan 1380 var Danmark i union med Norge och den danska flottan benämns ofta dansk-norska flottan. Många danska örlogsfartyg var byggda i Norge och bemannade med norrmän, med norska hemmahamnar. Sedan 1660 var Norge formellt ett eget rike igen, men det kungliga enväldet i Danmark gjorde att Norge och den norska flottan i praktiken knöts hårt till den centrala kungamakten i Köpenhamn. Den ”dansk-norska flottan” benämns därför hädanefter den danska flottan.
Napoleonkrigen utspelades 1803–1815 och präglades av kampen mellan Napoleon I:s Frankrike och Storbritannien. I slutet av 1806 införde Napoleon kontinentalsystemet, ett förbud mot all import och export av brittiska varor till och från Europas fastland, med syfte att knäcka den brittiska ekonomin och underlätta en fransk seger över engelsmännen. Storbritannien svarade med att förbjuda neutral handel mellan fientliga hamnar, vilket skapade svårigheter för de få neutrala staterna i Europa, häribland Danmark. Vid freden i Tilsit den 9 juli 1807 slöt Napoleon en överenskommelse med tsar Alexander I av Ryssland, varigenom Danmark blev det enda neutrala landet på Europas fastland. Britterna var oroliga att Napoleon skulle tvinga danskarna att överlämna sin flotta till Frankrike eller låta stänga Östersjön för brittiska fartyg, möjligen genom att låta franska trupper inta Själland.
År 1805, två år före attacken, hade Danmark Europas femte största flotta. Om Frankrike hade lyckats att få tillgång till den danska flottan skulle den franska flottstyrkan i förhållande till den brittiska ha ökat från 32 % till 59 % av engelsmännens tonnage. I Östersjöregionen skulle styrkeförhållandet ha blivit katastrofalt för Storbritannien och områdets timmertillgångar skulle praktiskt taget blivit otillgängliga. Brittiska regeringen betraktade det därför vara av stor strategisk betydelse att behålla sitt övertag till havs, så som Napoleon hade på det europeiska fastlandet.
Den 18 juli beslöt brittiska kabinettet att sända Francis Jackson på hemligt uppdrag till Köpenhamn för att övertala danskarna att överlämna sin flotta till Storbritannien. Natten mellan den 21 och 22 juli fick den brittiske utrikesministern George Canning underrättelser från Tilsit att Napoleon hade försökt att övertyga Alexander I av Ryssland att bilda en gemensam maritim allians med Danmark och Portugal, för att försäkra sig om den danska och portugisiska flottans medverkan i striden mot Storbritannien.

## Expeditionsstyrka till Öresund

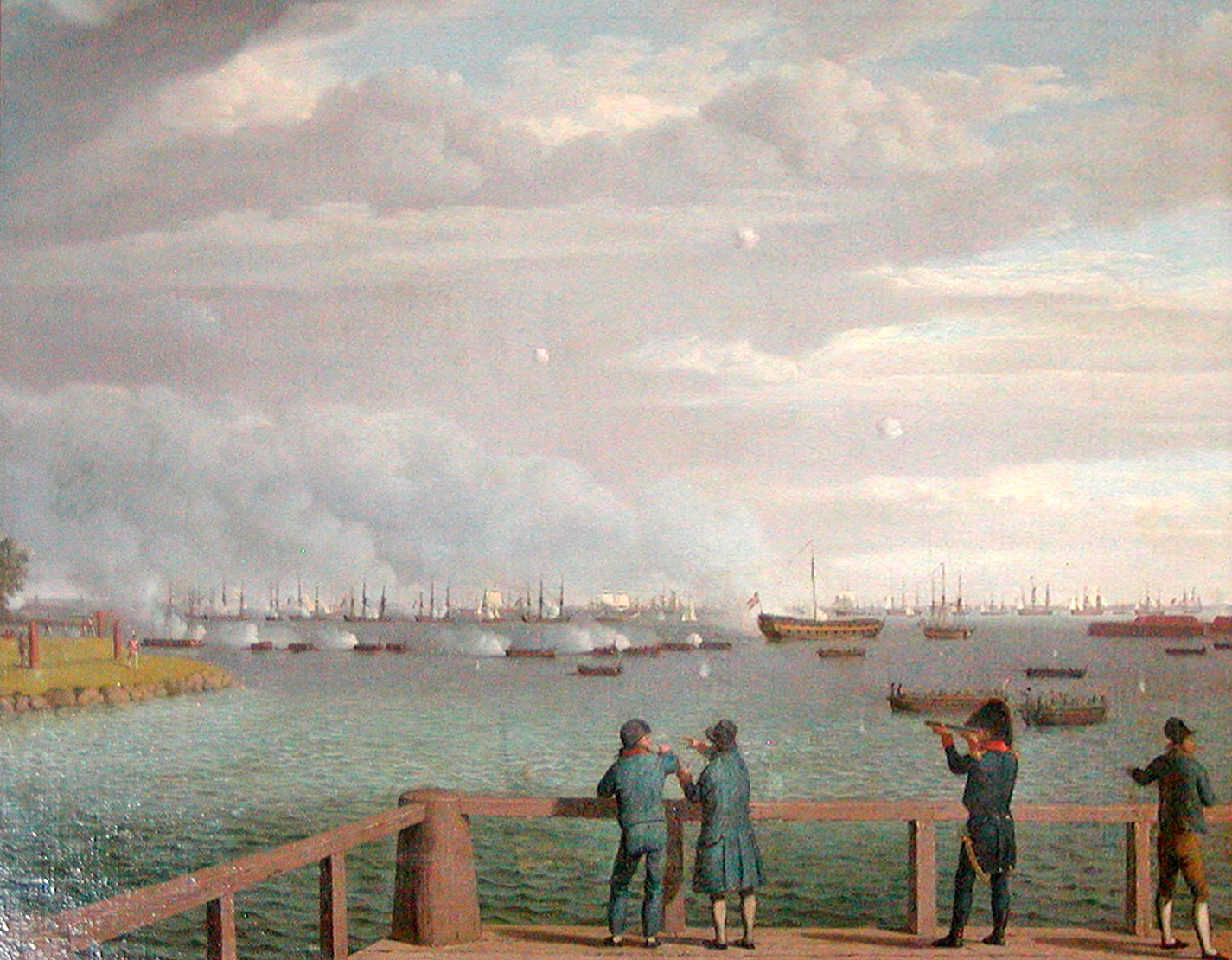
Den brittiska flottan utanför Köpenhamn, målning av Christoffer Wilhelm Eckersberg med titeln En af kanonbaadenes tappre attaker mod fjenden søndagen den 23. august 1807

Storbritannien sände den 26 juli 1807 en expeditionsstyrka under ledning av generallöjtnant lord Cathcart till Öresund. Hans soldater var embarkerade på en större flotta under ledning av amiral James Gambier (på HMS Prince of Wales) med 24 linjeskepp och ett stort antal mindre skepp (totalt bestod styrkan av omkring 90 fartyg). Sammanlagt förde den brittiska expeditionsstyrkan med sig 30 000 man mot Köpenhamn för att övertala danskarna att ingå förbund med Storbritannien.
När den brittiska flottan dök upp i Öresund den 4 augusti trodde man i Köpenhamn först att denna styrka var på väg att undsätta de svenska trupper som just då befann sig i ett besvärligt läge i det belägrade Stralsund i svenska Pommern. Den brittiske ambassadören i den danska huvudstaden lät dock meddela att det var Köpenhamn som var målet för den brittiska expeditionen. Han försökte också, liksom Francis Jackson, övertala danskarna att gå med på ett avtal med britterna om att Danmark antingen skulle alliera sig med Storbritannien eller lämna sin flotta i pant till britterna tills kriget var slut.
Vid den här tidpunkten var de flesta skeppen i den danska flottan inte satta i krigsdugligt skick utan låg obrukbara vid flottbasen. Den brittiske förhandlaren Francis Jacksom försökte inleda förhandlingar med den regerande danske kronprinsen Fredrik, som dock inte lämnade något svar utan avvisade alla möjligheter till förhandlingar med britterna genom att dagen därpå resa till Kiel med sin sjuke far, Kristian VII. Francis Jackson gav upp sina övertalningsförsök den 15 augusti och anslöt sig till den brittiska flottan, som nu låg i Öresund.
Försvaret av Köpenhamn överlämnades till general Ernst Peymann, en tämligen oerfaren äldre officer. För stadens försvar från sjösidan ansvarade kommendör Steen Bille. Innan kronprinsen lämnade Köpenhamn tog han sig aldrig tid med att ge instruktioner om att sänka flottan för den händelse den skulle falla i fiendens händer. Man lyckades dock få ut kungahusets ärvda silver ur staden.

## Belägring

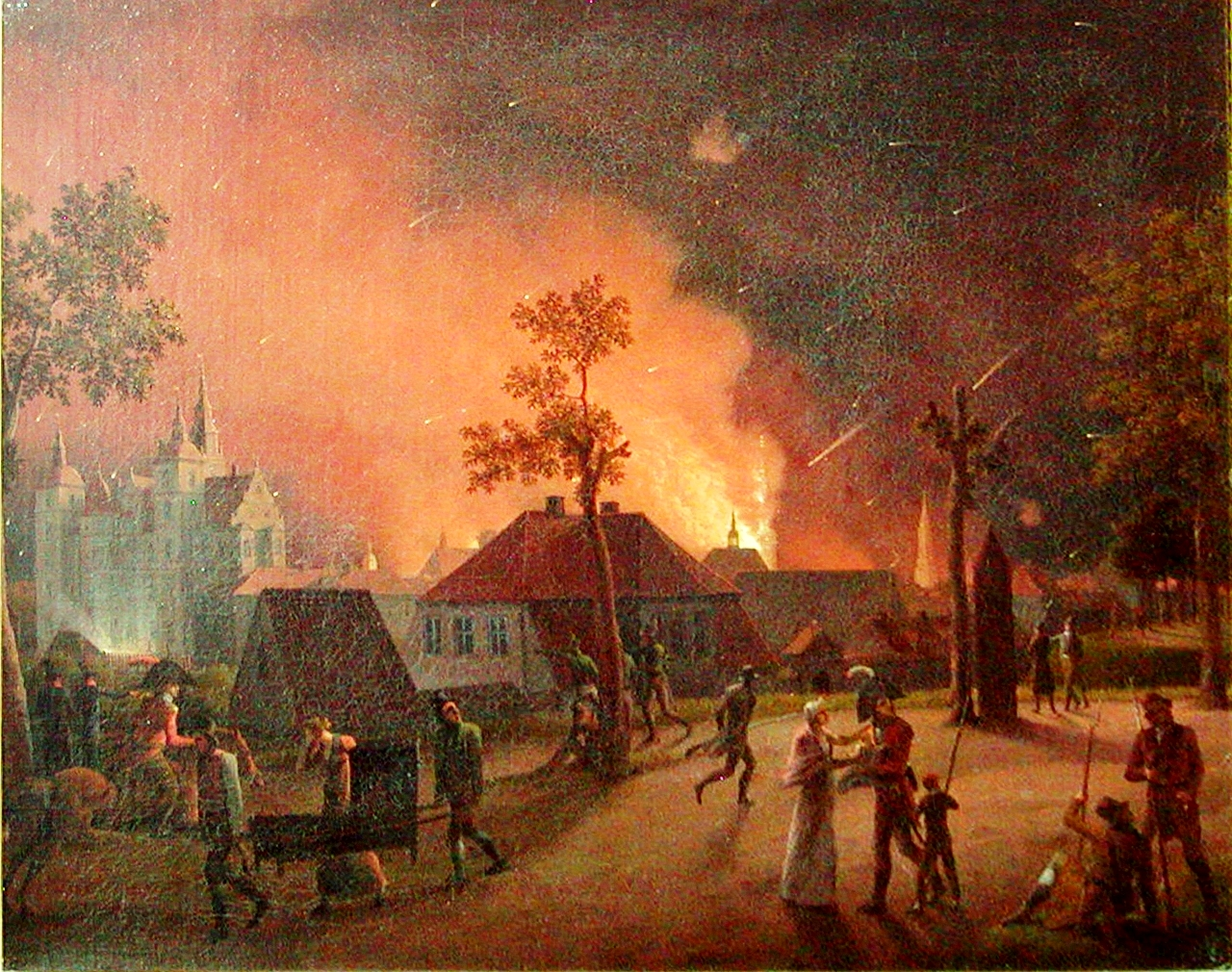
Köpenhamn med Rosenborgs slott i bakgrunden, natten mellan 4 och 5 september 1807, målning av Christoffer Wilhelm Eckersberg.

Den 16 augusti gick britterna i land vid Vedbæk. Samtidigt landsteg en annan brittisk styrka vid Kögebukten. Trupperna som landstigit vid Kögebukten avancerade mot Köpenhamn och mötte danska lantvärnstrupper, ledda av general Castenschiold, vid Køge den 29 augusti. De brittiska soldaterna leddes av general Wellesley (senare den förste hertigen av Wellington). Slaget inleddes klockan 09:00 och gick sedan genom Køge stad, danskarnas sista försök till motstånd ägde rum vid fyratiden på eftermiddagen vid Herfølge kyrka, varefter danskarna flydde. Det danska nederlaget vid Køge kom senare att kallas ”träskoslaget”, eftersom de dåligt tränade och illa utrustade danska lantvärnssoldaterna under flykten måste kasta ifrån sig sina tunga träskor när de jagades av de välutrustade och krigsvana engelska soldaterna. Efter slaget vid Køge närmade sig britterna med överlägsna styrkor obönhörligen Köpenhamn. Staden hotades nu i en halvcirkel från norr till söder samt från den brittiska flottan i Öresund. Kanon- och ammunitionsdepån i Frederiksværk intogs av britterna, som även tillfångatog 850 danska soldater. 
Huvuddelen av den danska armén var förlagd vid gränsen till Tyskland, för att skydda Danmark mot Napoleons trupper. Danskarnas styrkor vid Köpenhamn bestod endast av 4 300 soldater samt 2 400 bönder som ingick i lantvärnet. Både den 1 och den 2 september sände britterna krav till Peymann om att överlämna flottan som pant, men Peymann svarade att detta inte låg i hans makt – ett så stort beslut måste fattas av kungen.
Britterna satte upp 15 belägringsbatterier i sin halvcirkel kring Köpenhamn med 47 mörsare, 16 haubitsar, 53 tunga kanoner och 35 fältkanoner. Bombardemanget startade klockan 19:30 på kvällen den 2 september, även med skeppskanoner och de nyligen uppfunna Congreveraketerna. Bombardemanget varade i tolv timmar, men återupptogs klockan 18:00 den 3 september och varade till klockan 08:00 den 4 september. En femtedel av stadens byggnader brann ner eller skadades svårt. 
Den 5 september återupptogs bombardemanget. I samband med detta uppstod bland annat en brand i tornet på Vor Frue Kirke, varefter hela kyrkan snart stod i lågor och totalförstördes. Köpenhamnarna önskade nu kapitulera, eftersom situationen var hopplös. Man sände en förhandlingsdelegation till amiral Gambier, som svarade att bombardemanget skulle fortsätta tills den danska flottan lämnats ut.

## Kapitulation

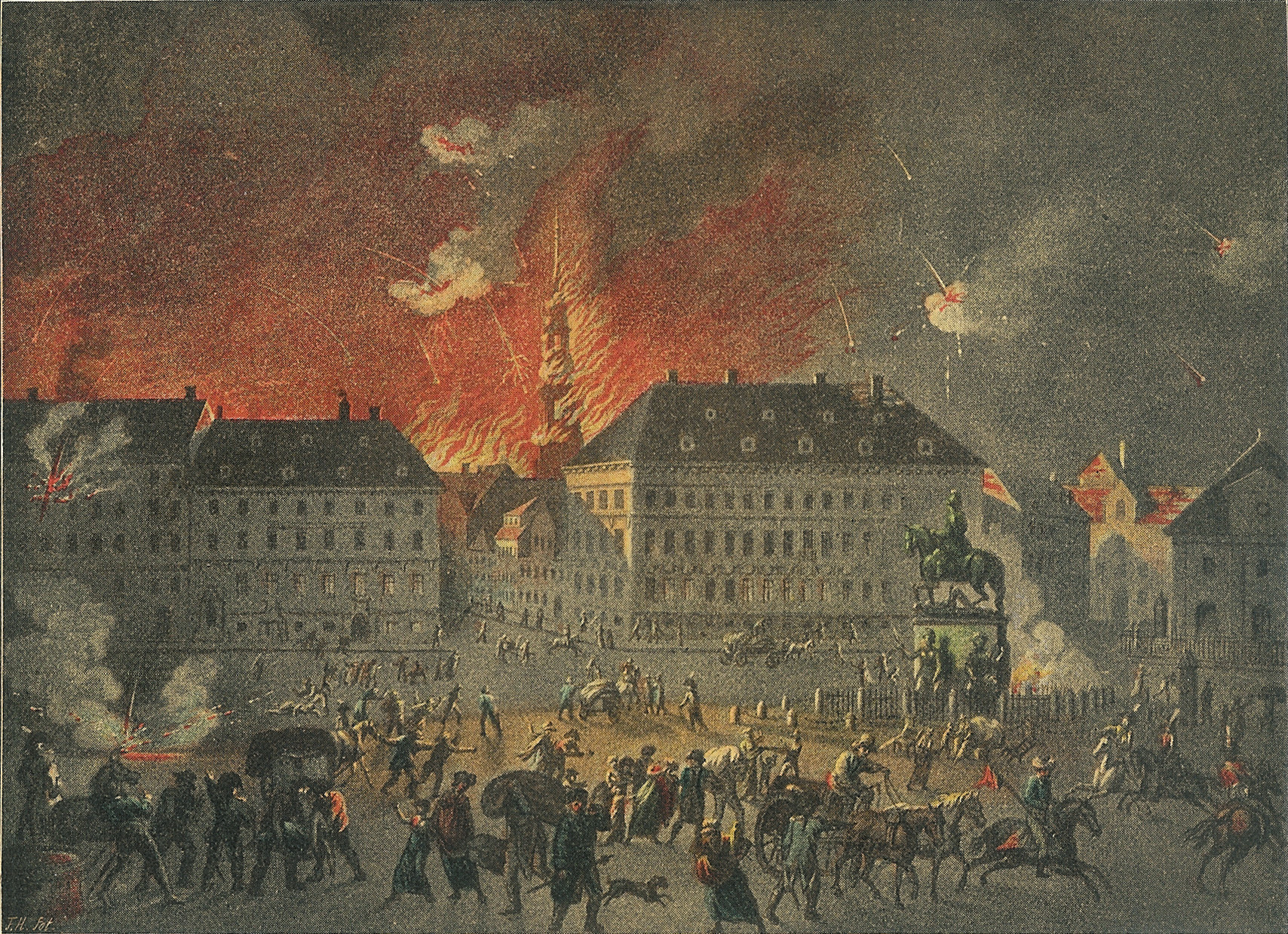
Bombardemanget sett från Kongens Nytorv.

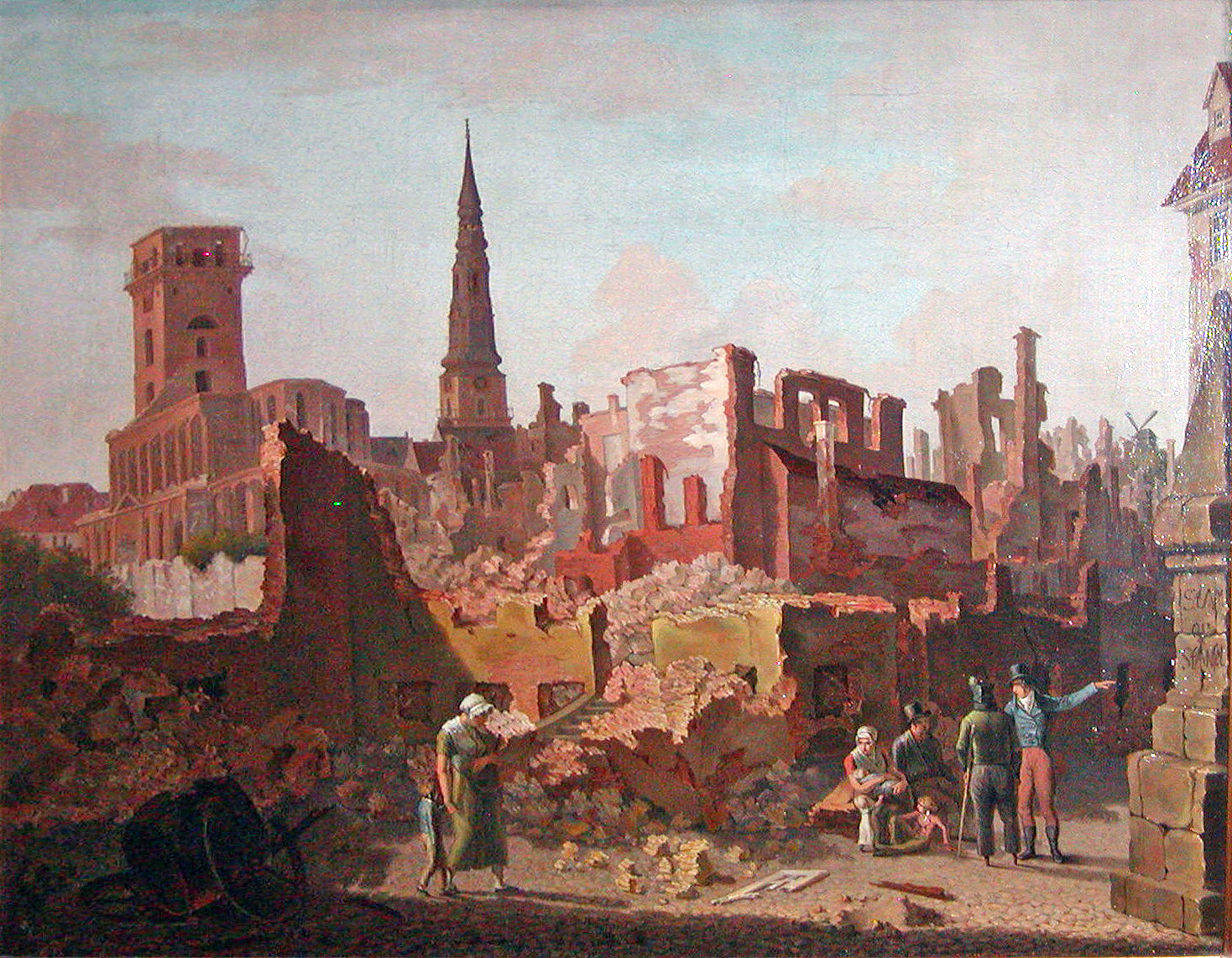
Gråbrødre Torv efter bombardemanget 1807. Målning av J.P. Møller.

Den 6 september undertecknades kapitulationen och britterna fick sex veckor på sig att göra den danska flottan seglingsklar. I slutet av oktober kunde britterna segla iväg norrut genom Öresund med den danska flottan i form av 17 linjeskepp, 17 fregatter, 16 mindre fartyg och 26 kanonbåtar lastade med krigsförråd – nu inte som pant utan som brittiskt krigsbyte och egendom.
Efter att den danska flottan fallit i den brittiska expeditionsstyrkans händer gick ett av linjeskeppen, Neptunos, på grund vid Ven och sattes i brand. När sedan en storm blåste upp på Kattegatt måste 23 av de mindre kanonbåtarna överges eller förstöras. Av de femton danska linjeskepp som slutligen nådde Storbritannien var det bara fyra (Christian VII, Danmark, Norge och Prindsesse Caroline) som sedan användes i aktiv krigstjänst av britterna.
Britterna hade avfyrat 14 000 bomber och raketer mot Köpenhamn, av vilka 7 000 avfyrades under dygnet 4-5 september. Ungefär 300 Congreveraketer avfyrades. 313 hus i Köpenhamn totalförstördes, 1 071 blev skadade.
De brittiska förlusterna var 42 döda, 154 sårade och 24 saknade.  Bland danskarna förlorade 188 soldater livet och omkring 2 000 civila dog i Köpenhamn under bombardemanget. 534 danska soldater och ca 1 000 civila sårades. Köpenhamn hade vid den här tidpunkten ca 102 000 invånare.

## Konsekvenser för Danmark
I och med överlämnandet av sin flotta förlorade Danmark förutsättningarna att beskydda sin sjöhandel och hävda sitt territorium till havs. En annan konsekvens av det brittiska angreppet var att Danmark tvingades ut ur neutraliteten och genom att förklara Storbritannien krig valde danskarna att ställa sig på Frankrikes sida, vilket – efter Napoleon fall – senare skulle leda till att Danmark vid freden i Kiel 1814 tvingades överlämna Norge till Sverige.
För danskarna blev händelserna i augusti 1807 (och följderna av den efterföljande freden i Kiel) en katastrof, deras tusenåriga ställning som stormakt gick förlorad och Danmark förvandlades till ett litet land med begränsad militär förmåga. Finanskrisen (i form av inflation och stigande utlandsskuld) som följde ledde också till statsbankrutt och utbyte av sedlar den 5 januari 1813.
Köpenhamns utseende påverkades också av anfallet 1807. Efter förstörelsen som orsakades av det brittiska bombardemanget förnyades stadens bebyggelse genomgripande, vilket har givit centrala Köpenhamn ett utpräglat nyklassicistiskt intryck. 

### Ögonvittnesskildring
Den tyske författaren Johann Peter Hebel (1760−1826) ger i boken Schatzkästlein des rheinischen Hausfreundes
från 1811 en ögonvittnesskildring av Köpenhamns bombardemang:
| ”                                              | Så steg fienden i land med sina trupper, ryckte hela tiden närmare huvudstaden och satte upp batterier, förde dit kanoner och sade efter freden i Tilsit den 2 september: ”Det är nu er sista chans”. Men alla invånare i Köpenhamn – och i hela Danmark – sade blott: Den övermodiga fiendens krav är oerhörda, och det vore en outplånlig skam, om man lät sig avskräckas av hot och gick med på ett så orättfärdigt krav: Nej! Då fälldes den fruktansvärda dom som ödet hade lagt på den arma staden: Från kvällen klockan 7 och hela natten i 12 timmar fortsatte beskjutningen av Köpenhamn med 72 granatkastare och tunga kanoner. Och en djävul som heter Congreve, som själv var närvarande, hade uppfunnit ett nytt förstörelsevapen, de så kallade brandraketerna. Det var ett slags rör som var fyllt med brännbart material, och som framtill var försett med en kort spetsig pil. Vid avfyrningen antändes materialet och när pilen flög iväg, när den blev sittande, ofta på en plats där den inte kunde nås, så antände raketen allt som kunde brinna. Även dessa brandraketer flög in i det stackars Köpenhamn. | „ |
| – Schatzkästlein des rheinischen Hausfreundes. | |   |

## Övrigt
- Ordet ”copenhagenize” användes i det år 1899 utgivna uppslagsverket Cyclopædia of Political Science, Political Economy, and the Political History of the United States by the Best American and European Writers med John Lalor som redaktör. Orden avsåg Royal Navys vana att konfiskera en besegrad fiendes alla skepp, såsom de gjorde med danska flottan efter slaget vid Köpenhamn 1807.[16]
- Den 1 september 2007 återlämnade Storbritannien genom viceamiralen Paul Boissier en del av krigsbytet som fanns ombord på linjeskeppet Christian VII i samband med invigningen av en utställning om händelserna år 1807 på Örlogsmuseet i Köpenhamn.[17]